# Крижаний гігант

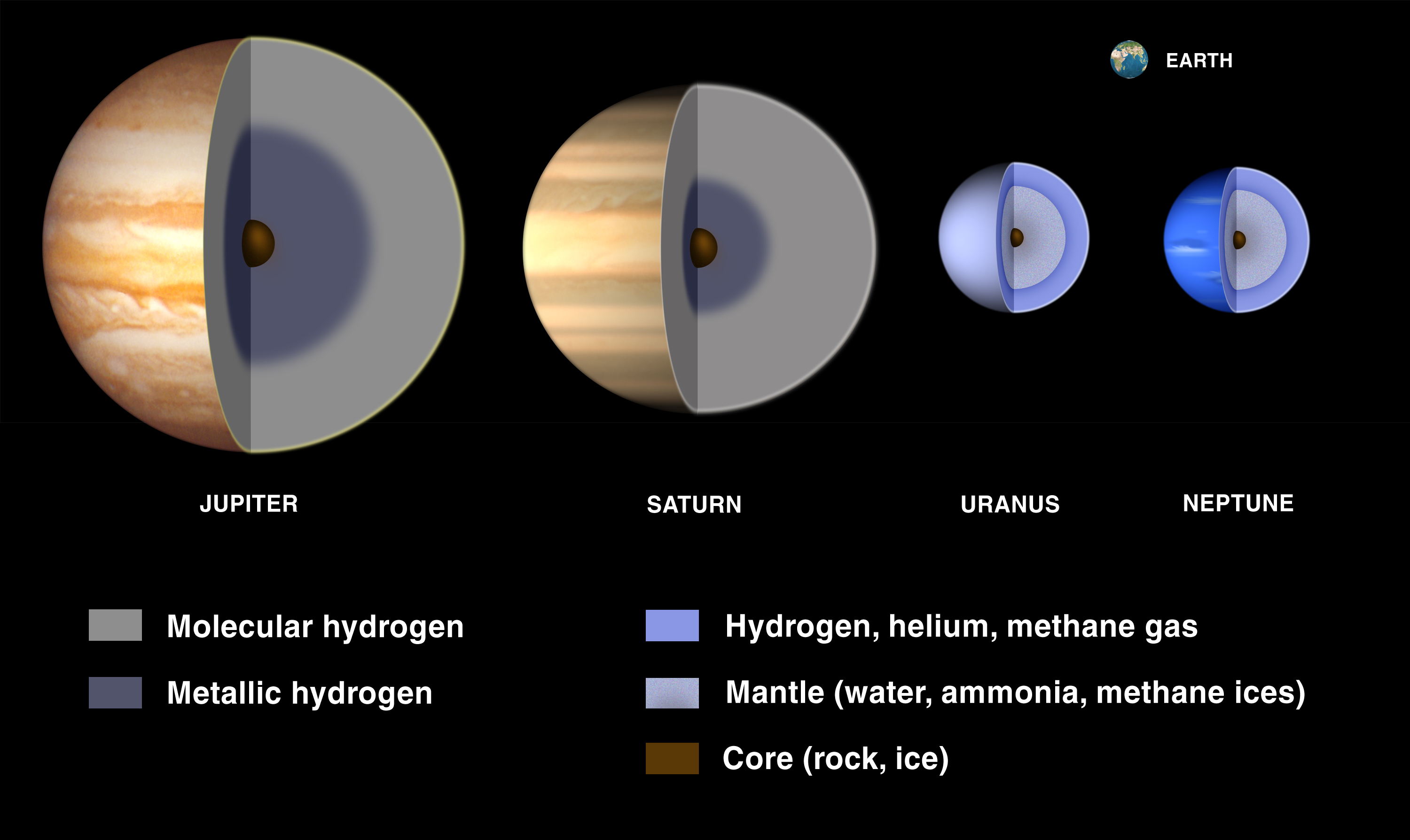
Схема внутрішньої будови планет-гігантів. Планетні ядра газових гігантів Юпітера і Сатурна вкриті глибоким шаром металічного водню, тоді як мантії крижаних гігантів Урана і Нептуна складаються з більш важких елементів.

Крижаний гігант — окремий клас планет/екзопланет, які складаються в основному з високотемпературних модифікацій льоду (водяного, аміачного, метанового, сірководневого) і скельних порід (близько чверті від маси планети). Вміст водню та гелію у крижаних гігантів не перевищує 15—20 %. Магнітні поля незвично зміщені та нахилені, сильно відрізняються від дипольного (наприклад, планета може мати два північних і два південних полюси). У нашій Сонячній системі є дві планети подібного класу — Уран і Нептун. Середня температура на планетах такого класу близько −220 °C.
За межами Сонячної системи прикладом крижаного гіганта є екзопланета OGLE-2008-BLG-092L b.